# SEA-ME-WE 1
SEA-ME-WE 1 oder South-East Asia – Middle East – Western Europe 1 ist ein Seekabel zwischen Europa und Asien.

## Geschichte
Am 14. Februar 1984 unterzeichnete ein Konsortium aus 22 Telekommunikationsbehörden aus 21 Ländern die Vereinbarung über den Bau, den Betrieb und die Wartung des Unterseekabelsystems Südostasien – Naher Osten – Westeuropa (SEA-ME-WE 1).
Das Unterseekabelsystem bestand aus acht Abschnitten, die Singapur über Indonesien, Sri Lanka, Dschibuti, Saudi-Arabien, Ägypten und Italien mit Frankreich verbanden. Mit einer Länge von rund 13.000 km und Kosten von über 800 Millionen Singapur-Dollar war es damals eines der längsten Unterseekabel der Welt.
Das Unterseekabelsystem übertrug alle Arten von Telekommunikationsdiensten, darunter Telefon, Telex, Telegramm, Daten und Fax. Die vor äußeren Störungen geschützten Unterseekabel boten bei jedem Wetter qualitativ hochwertige Telekommunikationsdienste.
Bis 1985 basierte die internationale Telekommunikation zwischen Ostasien, dem Nahen Osten und Europa, abgesehen von der grenzüberschreitenden Telekommunikation über terrestrische Koaxialkabel und Mikrowellenverbindungen, fast ausschließlich auf Satellitenkommunikation. Mit der Einführung dieses Unterseekabels wurde den Ländern im Indischen Ozean erstmals eine alternative Telekommunikationsverbindung geboten.
In Singapur wurde es mit bestehenden Unterseekabeln wie dem 1984 fertiggestellten ASEAN-Unterseekabel und nachfolgenden Unterseekabelsystemen in der Region verbunden. Zwei weitere 1986 fertiggestellte Unterseekabelsysteme waren das Singapur-Hongkong-Taiwan-Unterseekabelsystem und das Singapur-Indonesien-Australien-Unterseekabelsystem.
Durch diese vier Unterseekabelsysteme und ein hochentwickeltes Satellitenkommunikationsnetz konnte die Telekommunikation ihre Rolle bei der Bereitstellung von Informationstechnologie für die Geschäftswelt und die breite Öffentlichkeit immer stärker spielen.
Zum Zeitpunkt seiner Fertigstellung im Jahr 1986 war es mit 13.585 km das längste Telefonkabel der Welt und das erste derartige, das im Indischen Ozean verlegt wurde.
1999 wurde das Kabel kurz vor Inbetriebnahme von SEA-ME-WE 3 abgeschaltet.